# Juan Moreno Benítez

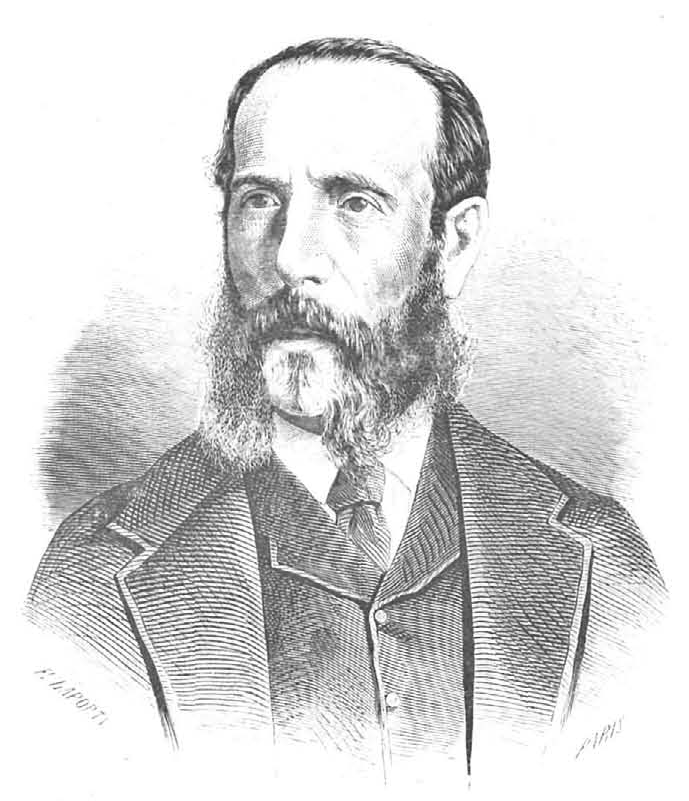
Juan Moreno Benítez, grabado de Marcelo París por dibujo de Francisco Laporta Valor. El Museo Universal, año XIII, n.º 29, 18 de julio de 1869.

Juan Moreno Benítez de Lugo (Madrid, 1822-Madrid, 24 de marzo de 1887) fue un político español, miembro del Partido Progresista e íntimo amigo de Juan Prim, diputado en las Cortes Constituyentes de 1869 por la circunscripción de Canarias.

## Biografía
Hijo de Antonio Moreno de Zaldarriaga, un veterano militar que había luchado en la guerra de independencia y en 1840 ocupó la comandancia general de Canarias, y de Magdalena Benítez de Lugo, canaria, dueña de una rica hacienda al norte de la isla de Tenerife, Juan Moreno Benítez nació en Madrid el 29 de agosto de 1822. Progresista independiente, en 1850 fue elegido diputado por el distrito de La Orotava donde radicaba el mayorazgo materno, siendo reelegido por la misma circunscripción en 1852. Incorporado a la tertulia progresista, en la que había sido presentado por Prim, tras el fracasado pronunciamiento de junio de 1866 hubo de exiliarse, permaneciendo seis meses fuera de España. Retornado a España formó parte del comité revolucionario radicado en Madrid, que iba a celebrar muchas de sus reuniones en su propia casa. Al triunfar la Revolución de 1868 fue designado gobernador civil de Madrid. En este puesto destacó en la creación de hospitales de urgencia para atender a los enfermos de la epidemia que afectó a la ciudad en la primavera de 1869 y creó en la antigua casa de la Ballestería de El Pardo un asilo de pobres, para acoger en él a hasta 800 ancianos desvalidos y huérfanos o jóvenes desocupados, a los que se procuraría un oficio.
Benito Pérez Galdós dirá en España trágica de Moreno Benítez, a quien sitúa al lado de Prim en sus últimas horas, que era «uno de los hombres más simpáticos y más caballeros de la situación».
Diputado por el distrito de Navalcarnero en las elecciones de 1871 y 1872, en 1877 fue elegido senador por la provincia de Gerona antes de pasar a ocupar plaza de senador vitalicio en la legislatura de 1881-1882.